# DLホスファチジルコリン
DLホスファチジルコリン（1-Linoleoyl-2-linoleoyl-sn-glycero-3-phosphocholine）は、1位（α位）にリノール酸、2位（β位）にリノール酸、3位（γ位）にコリンを有するホスファチジルコリン。2916種類あるホスファチジルコリンのうち、POホスファチジルコリンとともに血液脳関門（blood-brain barrier, BBB）を通過することが確認されている。
DLホスファチジルコリンは脳内の酵素で分解され、コリンはアセチルコリンの原料となり、不飽和脂肪酸（パルミチン酸、オレイン酸、リノール酸）は神経伝達物質の放出を刺激する作用と受容体反応、特にα7アセチルコリン受容体反応の増強作用があり、シナプス伝達長期増強現象（LTP：Long-term potentiation)を誘発する。そのことにより学習を改善するという報告がある。